# Kampelammsjön
Kampelammsjön är en sjö i Strömsunds kommun i Ångermanland och ingår i Ångermanälvens huvudavrinningsområde. Sjön har en area på 0,532 kvadratkilometer och ligger 333 meter över havet.

## Delavrinningsområde
Kampelammsjön ingår i det delavrinningsområde (710220-150922) som SMHI kallar för Inloppet i Lill-Hällvattnet. Medelhöjden är 327 meter över havet och ytan är 13,55 kvadratkilometer. Det finns inga avrinningsområden uppströms utan avrinningsområdet är högsta punkten. Nagasjöån som avvattnar avrinningsområdet har biflödesordning 3, vilket innebär att vattnet flödar genom totalt 3 vattendrag innan det når havet efter 184 kilometer. Avrinningsområdet består mestadels av skog (86 procent). Avrinningsområdet har 0,77 kvadratkilometer vattenytor vilket ger det en sjöprocent på 5,6 procent.